# صادق خواجه‌نوری
میرزا صادق خان منتصرالسلطان خواجه‌نوری (۱۲۴۷خ اصفهان - ۱۳۱۸خ تهران) معروف به خواجوی سیاستمدار و نماینده مجلس شورای ملی در دوره قاجار و پهلوی بود.

## زندگینامه
پدرش مرتضی قلی‌خان منتصرالسلطان از خاندان نام‌دار خواجه‌نوری بود. تحصیلاتش را در اصفهان آغاز کرد و در مدرسهٔ آمریکایی‌ها در تهران ادامه داد. به زبان انگلیسی مسلط شد و توانست به استخدام وزارت امور خارجه در آید و چندی کارگزار این وزارتخانه در اردبیل باشد. 
در اردبیل بود که جنبش مشروطیت آغاز شد. او نیز به مشروطه‌خواهان پیوست و جزو مجاهدین شد. پس از استبداد صغیر به نمایندگی از آذربایجان به مجلس شورای ملی (دوره دوم) رفت و عضو حزب دموکرات شد. با انحلال مجلس دوم به همراه جمعی از آزادیخواهان به مدت شش ماه به قم تبعید شد. در همین ایام بود که با درگذشت پدرش، لقب منتصرالسلطان به او به ارث رسید.  در انتخابات دور سوم به نمایندگی از مردم بارفروش (بابل) به مجلس شورای ملی وارد شد. در دوره‌های ششم، هفتم، هشتم، نهم، دهم و یازدهم نمایند دماوند و فیروزکوه بود.
در انتخابات دوره دوازدهم نیز که در سال ۱۳۱۸ برگزار شد، خواجه نوری به نمایندگی انتخاب شد اما پیش از آنکه اعتبارنامه ای برایش صادر شود و به مجلس برود، درگذشت. 